# Lampiri
Lampiri (greacă Λαμπίρι) este un oraș în Grecia în prefectura Ahaia.